# Oldenburg, Indiana
Oldenburg är en ort i Franklin County i delstaten Indiana, USA.